# Caracterização de cargas de trabalho
A caracterização de cargas de trabalho (Workload Characterization) é um processo (ou técnica) através do qual se extraem modelos sintéticos de uma Carga de Trabalho. Em Ciência da Computação, Técnicas de Caracterização podem ser aplicadas, por exemplo, no "Planejamento de capacidade para serviços WEB. A utilização desse processo tem se tornado cada vez mais comum na Ciência da Computação e Engenharia Elétrica, de modo que, o IEEE tem organizado anualmente o IEEE International Symposium on Workload Characterization - IISWC. (em português: Simpósio  Internacional de Caracterização de Cargas de Trabalho)